# Dejan (déspota)
Dejan (en serbio: Дејан; fl. 1346-c. 1366) fue un magnate serbio que sirvió al emperador Esteban Dušan como déspota, y al emperador Uroš V como sebastocrátor. Estaba casado con Teodora, la hermana del emperador Dušan, y poseía una gran provincia en la región de Kumanovo, al este de Skopska Crna Gora. Inicialmente incluía los antiguos župe (condados) de Žegligovo y Preševo (región de la moderna Kumanovo con Sredorek, Kozjačija y la mayor parte de Pčinja). Uroš V después dio a Dejan el Alto del río Struma con Velbazhd (Kyustendil). Dejan construyó el monasterio de Zemen, entre otros, y reconstruyó varios edificios religiosos en toda su provincia.
Dejan fue una de las figuras prominentes del reinado de Dušan y durante la caída del Imperio serbio después de la muerte de Dušan. Dejan es el progenitor de la noble familia Dejanović, con sus dos hijos, el déspota Jovan y el gospodin Constantino, que también se hicieron poderosos durante la caída del Imperio serbio y durante el siguiente período otomano.